# Okres Ciechanów
Okres Ciechanów (polsky Powiat ciechanowski) je okres v polském Mazovském vojvodství. Rozlohu má 1062,62 km² a v roce 2020 zde žilo 88 891 obyvatel. Sídlem správy okresu je město Ciechanów.

## Gminy
Městská:
- Ciechanów

Městsko-vesnická:
- Glinojeck

Vesnické:
- Ciechanów
- Gołymin-Ośrodek
- Grudusk
- Ojrzeń
- Opinogóra Górna
- Regimin
- Sońsk

## Města
- Ciechanów
- Glinojeck

## Demografie
Počet obyvatel (informace z 30. června 2005):
|         | Celkem | Celkem | Ženy   | Ženy | Muži   | Muži |
|         | Osob   | %      | Osob   | %    | Osob   | %    |
| ------- | ------ | ------ | ------ | ---- | ------ | ---- |
| Celkem  | 91 502 | 100    | 46 100 | 50,9 | 44 250 | 49,1 |
| Město   | 49 952 | 100    | 25 124 | 52,3 | 23 645 | 47,7 |
| Vesnice | 42 456 | 100    | 20 951 | 49,4 | 21 284 | 50,6 |